# Міс Європа

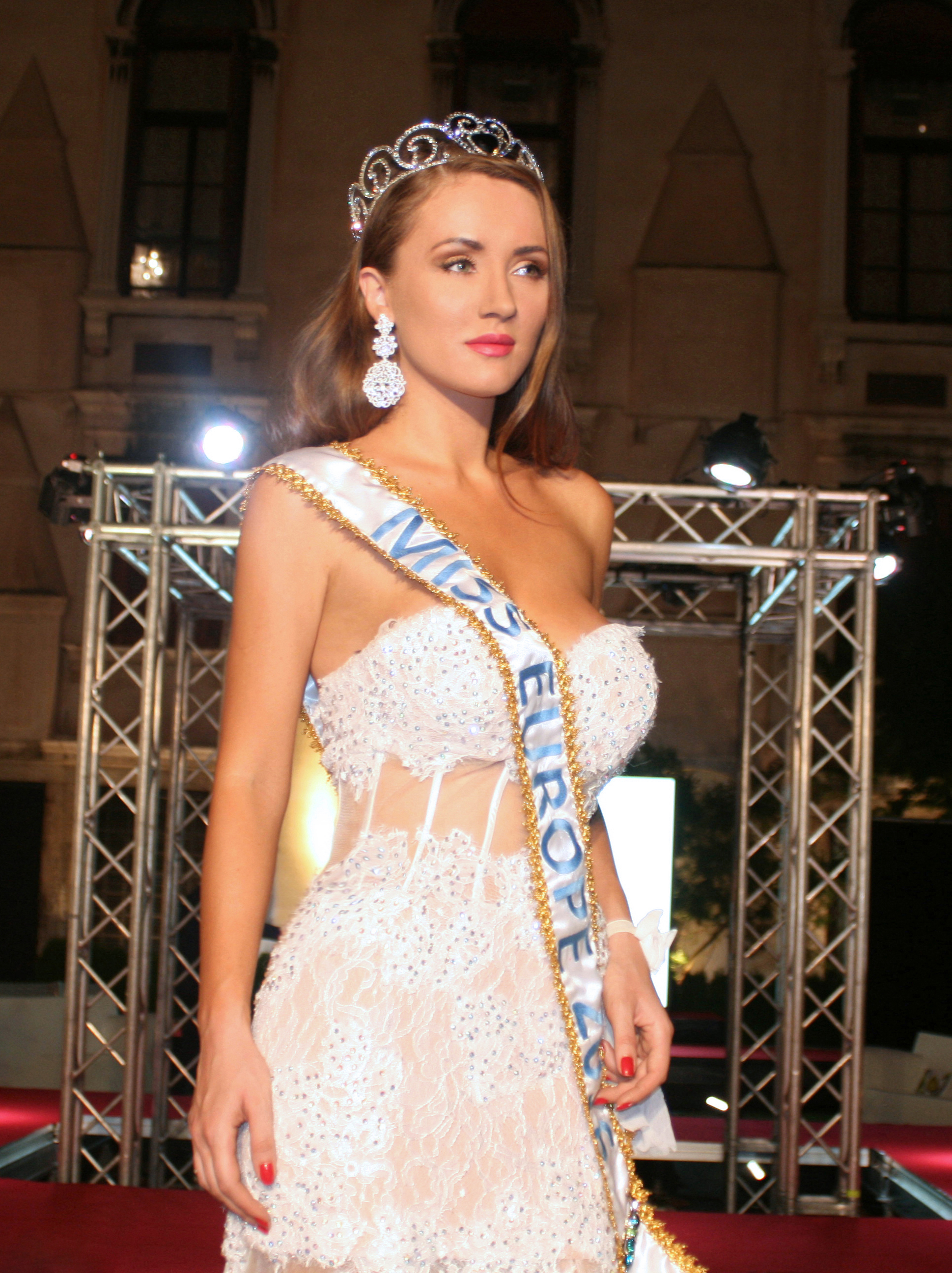
Міс Європа 2016 монегаскиня Діана Старкова із Франції

«Міс Європа» — континентальний конкурс краси, в якому беруть участь країни, що територіально знаходяться в Європі, а також Ізраїль, Туреччина і Ліван.

## Історія конкурсу
Конкурс був заснований бельгійським журналістом Морісом де Валефе у 1927 році. Вперше конкурс краси було проведено у 1928 році в Берліні, тоді перемогла представниця Югославії хорватка Штефиця Відачич.
У заходу більш ніж 90-річна історія, за цей час в Європі і світі багато що змінилося, не залишилися колишніми і стандарти краси.

## Переможниці конкурсу
- 1928  Югославія Штефиця Відачич
- 1930  Греція Алікі Діплараку
- 1952  Туреччина Гюнселі Башар
- 1953  Італія Елоїза Чіанні
- 1995  Чехія Моніка Жидкова
- 2016  Франція Діана Старкова

## Представниці України
- 1993 Вероніка Ординська — поза першою дванадцяткою (Віце-Міс Україна 1993[1][2][3])
- 1994 Наталія Швачій — 3-тє місце (Міс Світу 1995)
- 1995 Влада Литовченко — поза першою дванадцяткою (Міс Україна 1995)
- 1996 Радміла Лалазарова — поза першою дванадцяткою
- 1997 Наталія Надточей — в дванадцятці кращих (Міс Всесвіт 1997, Міс Світу 1998)
- 1999 Юлія Жаркoва — в п'ятнадцятці кращих
- 2001 Ксенія Кузьменко — в п'ятнадцятці кращих (Міс Україна 1997, Міс Світу 1997)
- 2002 Катарина Камбова — в п'ятнадцятці кращих
- 2003 Наталія Черняк — поза першою дванадцяткою
- 2005 Ганна Дехтяр — поза першою дванадцяткою
- 2006 Альона Авраменко — 2-е місце
- 2017 Ніна Горинюк — 3-тє місце (Міс Інтернешнл 2015)
- 2018 Анна Шорнікова — перемогу поділено з представницею з РФ